# Shikha Uberoi
Shikha Uberoi (n. 5 de abril de 1983 en Bombay) es una tenista de la India, con ciudadanía de los Estados Unidos.  Su major clasificación en individuales ha sido 122 en agosto de 2005. 
Hija de Mahesh y Madhu, Uberoi comenzó a jugar a los 6 años. De joven solía jugar ent Saddlebrook Resort , en la Academia Bollettieri y en la Academias Hopman Archivado el 21 de julio de 2011 en Wayback Machine..
Es professional desde el 2003. Actualmente no ha conseguido ganar ningún evento de la WT, pero si 3 en el Circuito de la ITF en individuales.
En el 2004 calificó al cuadro principal del Abierto de los Estados Unidos, al ganar tres partidos consecutivos en la etapa calificatoria a Ivana Abramović, Anne Kremer y Vilmarie Castellvi. Luego, en la primera ronda, venció a Saori Obata. A pesar de jugar su major ténis en la segunda ronda cayó derrotada por Venus Williams, 5-7, 1-6. En dobles, conjuntamente con su hermana Neha Uberoi recibieron un a invitación para jugar el cuadro principal, perdiendo en primera ronda contra Eleni Daniilidou y Katarina Srebotnik.
En el 2005 coonsiguió su primera y única final en un torneo de la WTA, en el Sunfeast Open. Haciendo pareja con su hermana Neha llegaron a la final cayendo ante las rusas Anastasia Myskina and Elena Likhovtseva.
En el 2006 Uberoi representó a la India en los Juegos Asiáticos donde venció a Linda Ahmad de Bahreín en la primera rueda y retirándose en el partido frente a Zheng Jie de China.